# Заварицкит
Заварицки́т — редкий минерал класса галогенидов, оксигалогенид висмута с химической формулой (BiO)F. Назван в честь советского геолога и петрографа, академика Академии наук СССР Александра Николаевича Заварицкого. Открыт в 1962 году советскими учёными.

## Описание
Заварицкит — минерал серого цвета, с жирным либо полуметаллическим блеском; непрозрачный, лишь незначительно просвечивает в очень мелких зёрнах. Порошок минерала — тонкодисперсный, бесцветный. Процесс кристаллизации заварицкита происходит в квадратной системе, благодаря чему минерал образует достаточно мелкозернистые порошковые скрытокристаллические агрегаты.
Минерал был найден вместе с висмутином, топазом, флюоритом и др. в окисленной зоне Шерловогорского месторождения в Забайкалье, впервые описан в 1962 году Е. И. Доломановой, В. М. Сендеровой и М. Т. Янченко. Является одним из продуктов окисления висмутина, встречается крайне редко.